# Une mauvaise nuit
Une mauvaise nuit est une nouvelle d’Anton Tchekhov.

## Historique
Une mauvaise nuit est initialement publiée dans la revue russe Le Journal de Pétersbourg, numéro 302, du 3 novembre 1886, sous le pseudonyme A.Tchekhonte .  

## Résumé
Depuis la cour du manoir de Diadkine, Simon le veilleur de nuit, Gabriel le valet, et autre Gabriel qui est cocher regardent le village de Krechtchenskoié brûler au loin.
On réveille Madame, on lui apprend que le régisseur est déjà parti aider à éteindre le feu. Madame dit que l’on verra mieux depuis le grenier. Tous montent et constatent les progrès du feu. La moitié des maisons a déjà brûlée, l’église aussi. Peu après, un cavalier les informe que six hommes ont été brûlés, ainsi que du bétail.
Madame se rend sur place avec son cocher. Elle a du mal à croire à une telle catastrophe, et la chaleur des flammes lui rappelle que ce n’est pas un rêve.

## Édition française
- Une mauvaise nuit, traduit par Edouard Parayre, Les Éditeurs français réunis, 1958.